# Thermocyclops macrolasius
Thermocyclops macrolasius – gatunek widłonoga z rodziny Cyclopidae. Nazwa naukowa tego gatunku skorupiaków została opublikowana w 1952 roku przez niemieckiego zoologa Friedricha Kiefera.